# دنیس آکورت
دنیس آکورت (انگلیسی: Dennis A'Court؛ (زادهٔ ۲۷ ژوئیهٔ ۱۹۳۷ – درگذشتهٔ ۲۳ مهٔ ۲۰۲۱) بازیکن کریکت بود.